# Calvi Risorta
Calvi Risorta ist eine italienische Gemeinde (comune) mit 5379 Einwohnern (Stand 31. Dezember 2023) in der Provinz Caserta, Region Kampanien. 

## Geographie
Die Gemeinde liegt etwa 23 Kilometer nordwestlich von Caserta und etwa 43 Kilometer nordnordwestlich von Neapel an den Monti Trebulani. Der Verwaltungssitz befindet sich im Ortsteil Zuni.

## Geschichte
Die antike Stadt Cales befand sich hier im Gemeindegebiet, das ursprünglich durch die Aurunker besiedelt war. Vermutlich waren es bis zu 2500 Menschen, die die Stadt bildeten. Erobert wurde Cales durch die Römer bereits 335 vor Christus. Bis zum 5. Jahrhundert war Cales Sitz eines Bischofs. 879 wurde die Stadt durch die Sarazenen zerstört.
Unter den Normannen wurde die Stadt dann erneut errichtet. 1818 wurde das Bistum, das in der neuerrichteten Stadt Calvi seinen Sitz hatte, aufgehoben und in das Bistum von Teano eingegliedert.

## Verkehr
Durch die Gemeinde führen die Autostrada A1 von Rom nach Neapel sowie – annähernd parallel dazu – die Strada Statale 6 Via Casilina.